# Пиляй, Елена Петровна
Елена Петровна Пиляй — советский хозяйственный и государственный деятель, лауреат Государственной премии СССР за выдающиеся достижения в труде.

## Биография
Родилась в 1935 году. Член КПСС.
В 1953—1991 годах — овощевод, бригадир овощеводческой бригады совхоза «Корякский» Елизовского района Камчатской области.
За большой личный вклад в дело увеличения производства и улучшения качества переработки с/х продукции была в составе коллектива удостоена Государственной премии СССР за выдающиеся достижения в труде 1982 года.
Жила в Елизовском районе.

## Награды
- Орден Ленина
- Орден Трудового Красного Знамени (08.12.1973)